# Лавровский, Леонид Михайлович
Леони́д Миха́йлович Лавро́вский (настоящая фамилия — Иванов; 5 [18] июня 1905, Санкт-Петербург — 26 ноября 1967[…] или 27 ноября 1967, Париж) — советский артист балета, балетмейстер, хореограф, педагог. Народный артист СССР (1965). Лауреат трёх Сталинских премий (1946, 1947, 1950).

## Биография
Леонид Иванов родился 5 (18) июня 1905 года в Санкт-Петербурге.
В 1922 году, по окончании Петроградского хореографического техникума (ныне Академия русского балета имени А. Я. Вагановой) (педагог В. И. Пономарёв), был принят в балетную труппу Государственного академического театра оперы и балета (ныне Мариинский театр) (Санкт-Петербург), где танцевал до 1935 года.
С 1927 года занимался балетмейстерской деятельностью. В 1935—1938 годах — художественный руководитель балетной труппы Малого оперного театра (ныне Михайловский театр (Санкт-Петербург), в 1938—1944 — Театра оперы и балета имени С. М. Кирова (ныне Мариинский театр) (Санкт-Петербург), в 1942—1943 — Ереванского театра оперы и балета им. А. А. Спендиарова, в 1944—1964 (с небольшими перерывами) — главный балетмейстер Большого театра.
Ставил спектакли за рубежом: «Жизель» А. Адана (1957, Будапешт; 1958, Хельсинки и Белград), «Каменный цветок» С. С. Прокофьева (1960, Хельсинки), «Ромео и Джульетта» С. С. Прокофьева (1963, Будапешт).
Организовал первую в стране труппу «Балет на льду» (1959), в 1959—1964 годах был её главным балетмейстером.
В 1948—1967 годах преподавал в ГИТИСе, где вёл курс «Искусство балетмейстера» (с 1952 — профессор). В 1964—1967 годах — художественный руководитель Московского хореографического училища (ныне Московская академия хореографии).
Автор статей по балету.
Член ВКП(б) с 1944 года.
Умер 27 ноября 1967 года (по другим источникам — 26 ноября) во время гастролей в Париже. Похоронен в Москве на Новодевичьем кладбище (участок № 3). Скульптор памятника Е. Янсон-Манизер.

### Семья
- Жена — Елена Георгиевна Чикваидзе (1910—1996), артистка балета. Заслуженная артистка РСФСР (1948). Заслуженный деятель искусств РСФСР (1976)
- Сын — Михаил Леонидович Лавровский (род. 1941), артист балета, балетмейстер и педагог. Народный артист СССР (1976).
- Внук — Леонид Михайлович Лавровский-Гарсиа (род. 1987), театральный актёр, режиссёр и педагог, преподаватель актёрского мастерства в Российском институте театрального искусства — ГИТИСе.

## Награды и звания
- Заслуженный артист РСФСР (1939)[7]
- Народный артист РСФСР (1959)[8].
- Народный артист СССР (1965)
- Сталинская премия второй степени (1946) — за выдающиеся достижения в области хореографического искусства.
- Сталинская премия первой степени (1947) — за постановку балетного спектакля «Ромео и Джульетта» С. С. Прокофьева (1946)
- Сталинская премия второй степени (1950) — за постановку балетного спектакля «Красный мак» Р. М. Глиэра (1949)
- Орден Ленина (1967)
- Орден Трудового Красного Знамени (1951)
- Орден «Знак Почёта» (1939)[9][10]
- Медаль «За доблестный труд в Великой Отечественной войне 1941—1945 гг.»
- Медали.

## Партии

### Государственный театр оперы и балета
- Альберт, «Жизель» А. Адана
- Кукли, «Красный мак» Р. М. Глиэра
- Актёр, «Пламя Парижа» Б. В. Асафьева
- Дезире, «Спящая красавица» П. И. Чайковского
- Зигфрид, «Лебединое озеро» П. И. Чайковского
- Амун, «Египетские ночи» А. С. Аренского
- Юноша, «Шопениана» на музыку Ф. Шопена
- Жан де Бриен, «Раймонда» А. К. Глазунова
- Фашист, «Золотой век» Д. Д. Шостаковича
- Участник танцевальной симфонии Ф. В. Лопухова «Величие мироздания» на музыку 4-й симфонии Л. ван Бетховена

## Постановки

### Ленинградское хореографическое училище
- 1927 — «Грустный вальс» на музыку Я. Сибелиуса
- 1928 — «Времена года» на музыку П. И. Чайковского
- 1935 — «Катерина» на музыку А. Г. Рубинштейна и А. Адана

### Малый оперный театр
- 1929 — «Симфонические этюды» на музыку Р. Шумана
- 1929 — «Шуманиана» на музыку Р. Шумана
- 1934 — «Фадетта» (на музыку «Сильвии» Л. Делиба)
- 1934 — «Испанское каприччио» Н. А. Римского-Корсакова
- 1937 — «Тщетная предосторожность» П. Л. Гертеля в аранжировке П. Э. Фельдта
- 1938 — «Кавказский пленник» Б. В. Асафьева

### Театр оперы и балета имени С. М. Кирова
- 1940 — «Ромео и Джульетта» С. С. Прокофьева

### Большой театр
- 1944 — «Жизель» А. Адана (новая редакция)
- 1945 — «Раймонда» А. К. Глазунова
- 1946 — «Ромео и Джульетта» С. С. Прокофьева
- 1946 — «Шопениана» на музыку Ф. Шопена
- 1949 — «Вальпургиева ночь» из оперы Ш. Гуно «Фауст»
- 1949 — «Красный мак» Р. М. Глиэра
- 1952 — «Фадетта» (на музыку «Сильвии» Л. Делиба)
- 1954 — «Сказ о каменном цветке» С. С. Прокофьева
- 1960 — «Паганини» С. В. Рахманинова
- 1961 — «Ночной город» Б. Бартока
- 1961 — «Страницы жизни» А. М. Баланчивадзе, художник — В. Доррер, исполнители: Тамара — Р. Стручкова, Н. Тимофеева, Георгий — Ю. Жданов, М. Лиепа, Андрей — В. Васильев.
- 1961 — «Симфонические танцы» С. В. Рахманинова
- 1966 — «Классическая симфония» (постановка для учащихся МаХУ)

### Московское хореографическое училище
- «Триптих» на музыку С. С. Прокофьева — А. М. Баланчивадзе
- «Болеро» на музыку М. Равеля[11]
- «Классическая симфония» на музыку С. С. Прокофьева
- «Память сердца» на музыку А. М. Баланчивадзе (1967).

### В балете на льду
- 1959 — «Зимняя фантазия»
- 1961 — «Снежная симфония»

## Фильмография
- 1951 — «Большой концерт» — хореограф на репетиции
- 1959 — «Балет Большого театра в Америке», документальный фильм
- 2005 — «Метаморфозы Леонида Лавровского», документальный фильм о хореографе (52 мин, режиссёр Н. С. Тихонов)

##### Режиссёр и сценарист
- 1954 — «Ромео и Джульетта», фильм-балет (совм. с Л. О. Арнштамом)
- 1964 — «Секрет успеха», фильм-балет (совместно с А. В. Шеленковым, сценарий совместно с А. В. Шеленковым и Л. О. Арнштамом)

## Сочинения
- Конюс Н., Лавровский Л. Хореографический текст балета А. Адана «Жизель» / Эльяш Н.. — М.: Музыка, 1975. — 60 с.

## Память
- В 1993 году в Москве было основано хореографическое училище Михаила Лавровского. В 2006 году, став из частного государственным бюджетным учреждением, оно было названо в честь его отца, Леонида Лавровского.